# Bystré, Vranov nad Topľou
Bystré este o comună slovacă, aflată în districtul Vranov nad Topľou din regiunea Prešov, pe malul râului Topľa⁠(d). Localitatea se află la altitudinea de 180 m deasupra n.m., se întinde pe o suprafață de 13,2 km2 și în 2011 număra 2.662 de locuitori. 

## Istoric
Localitatea Bystré este atestată documentar din 1312.

## Demografie
| An:                | 1994 | 2004   | 2014   | 2024   |
| ------------------ | ---- | ------ | ------ | ------ |
| Număr de persoane: | 2599 | 2668   | 2698   | 2766   |
| Diferență:         |      | +2,65% | +1,12% | +2,52% |

| An:                | 2023 | 2024   |
| ------------------ | ---- | ------ |
| Număr de persoane: | 2780 | 2766   |
| Diferență:         |      | −0,50% |